# Viagem de Moisés ao Egito (Perugino)
Viagem de Moisés ao Egito é um afresco do pintor renascentista italiano Pietro Perugino e sua oficina, feito por volta do ano 1482 e localizado na Capela Sistina em Roma.

## História
Os trabalhos da obra começaram em 1480, quando Perugino estava decorando a capela da Antiga Basílica de São Pedro em Roma. O Papa Sisto IV ficou satisfeito com o seu trabalho e decidiu atribuir-lhe também a tarefa da decoração da nova Capela construída no Palácio do Vaticano. Devido à dimensão da obra, Perugino juntou-se a um grupo de pintores de Florença, incluindo Botticelli, Ghirlandaio entre outros.

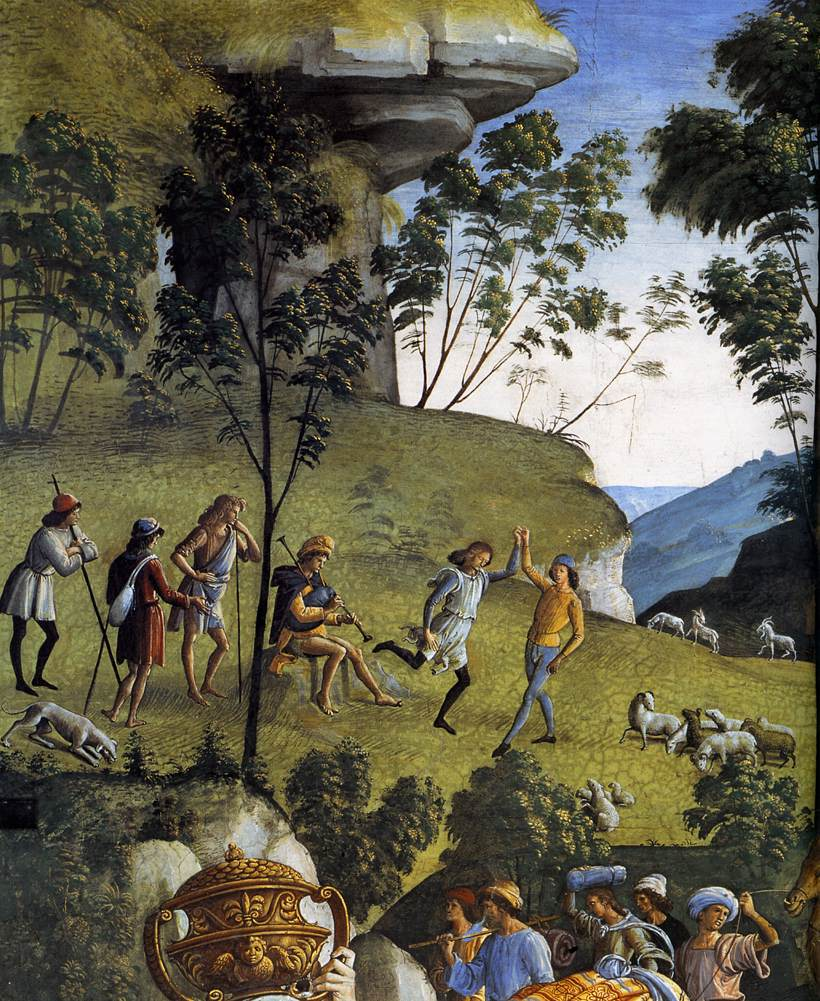
Detalhe

Entre os assistentes de Perugino na Capela Sistina, inclui-se Pinturicchio. Algumas figuras do afresco foram a ele atribuídas, o que causou a discordância de alguns historiadores de arte do século XX. Eles foram pintados porAndrea d'Assisi, Rocco Zoppo ou, menos provavelmente por, Lo Spagna ou Bartolomeo della Gatta, outros colaboradores de Perugino à época.

## Descrição
O afresco retratando a viagem de Moisés encontra-se na parte direita do altar, em frente ao The fresco depicting the voyage of Moses is the first on the wall right to the altar, and faces the Batismo de Cristo na parede oposta.
A pintura também mostra Moisés (vestido em amarelo e verde, como em outros afrescos do ciclo) viajando ao Egito, depois do exílio na região dos Midianitas. Ao centro, um anjo pede que ele circuncide seu filho Eliezer (cena à direita), como sinal da aliança entre Yahweh e os Israelitas. O batismo, retratado no afresco oposto, foi considerado por vários escritores cristãos antigos, entre eles Agostinho, como uma espécie de circuncisão espiritual. A cerimônia à direita, acontece na presença da esposa de Moisés, Zípora.
No fundo, á direita, Moisés e Zípora estão cumprimentando Jetro antes de sua partida. Elementos naturais incluem um monte ao fundo, caracterizado por finas árvores (incluindo uma palma, um símbolo do sacrifício cristão) e pássaros: dois deles estão acasalando, uma alusão as renovações do ciclo da natureza. No fundo à esquerda aparecem um grupo de pastores. As damas com vestidos esvoaçantes são um elemento comum da pintura renascentista antiga de Florença, também utilizada por Ghirlandaio e Botticelli.